# Nhóm tuổi trong Nam Hướng đạo và Nữ Hướng đạo
Các tổ chức Nam và Nữ Hướng đạo hiện nay được chia thành các nhóm tuổi khác nhau vì mục đích mang lại các chương trình Hướng đạo và Nữ Hướng đạo thích ứng khác nhau đến các nhóm tuổi khác nhau khắp thế giới.
Các hội Hướng đạo khác nhau phân chia các nhóm tuổi khác nhau nhưng đa số các hội cung cấp các chương trình Nam và Nữ Hướng đạo cho khoảng tuổi từ 6 đến 25 trong hình thức này hoặc hình thức khác.

## Lịch sử
Ban đầu, chỉ có một ngành duy nhất dành cho tất cả các thành viên của phong trào Nam Hướng đạo và phong trào Nữ Hướng đạo. Thường thường Nam và Nữ Hướng đạo là dành cho trẻ em từ 11–17 tuổi mặc dù tuổi chính xác có thay đổi giữa các quốc gia và các tổ chức.
Trong 25 năm đầu tiên của Hướng đạo, sáng lập viên Robert Baden-Powell nhận thấy rằng có một nhu cầu cần phải cung ứng chương trình Hướng đạo cho cả các trẻ em lớn hơn và nhỏ hơn khoảng tuổi chính quy (11 đến 17 tuổi) của phong trào.
Ngành đầu tiên có chương trình riêng cho Hướng đạo sinh là Sói Con. Sự phát triển ngành này cho phép các em trai của các Thiếu sinh có thể tham dự trong các hoạt động tương tự. Sau đó trở đi, một ngành lớn tuổi hơn được gọi là ngành Tráng (Rover Scouts) được thành lập. Các ngành tương tự được thành lập cho Phong trào Nữ Hướng đạo gồm có Chim non (tương ứng với Sói con) và Tráng nữ (tương ứng với Tráng sinh).
Ngoài việc mở rộng các khoảng độ tuổi, các chương trình mới đi song song với phương pháp Hướng đạo chính quy được pháp triển. Thí dụ, Hải Hướng đạo và Không Hướng đạo.

## Các ngành (nhóm tuổi) trong Hướng đạo Việt Nam
Lúc mới thành lập Hướng đạo Việt Nam chỉ có ba ngành là Ấu, Thiếu và Tráng tương đương với ba ngành đầu tiên mà Robert Baden-Powell phát triển. Xem bảng so sánh
| Lứa tuổi   | Scouting (Nam Hướng đạo) | Guiding (Nữ Hướng đạo) | Hướng đạo Việt Nam |
| ---------- | ------------------------ | ---------------------- | ------------------ |
| 7 đến 10   | Cub Scout                | Brownie Guide          | Ấu sinh            |
| 11 đến 17  | Boy Scout                | Girl Guide/Scout       | Thiếu sinh         |
| 18 và trên | Rover Scout              | Ranger Guide           | Tráng sinh         |

Nhưng vì có một khoảng cách chênh lệch tuổi khá xa giữa Thiếu và Tráng nên sau này Hướng đạo Việt Nam được bổ sung thêm một ngành Kha (hiện tại đổi tên là ngành Thanh) từ 15 đến 18 tuổi. Hiện tại Hướng đạo Việt Nam có bốn ngành được ghi dưới đây (trừ Hướng đạo Việt Nam ở một số nước mà Hướng đạo sở tại có thêm một ngành nhỏ tuổi nữa gọi là ngành Nhi (Beaver Scouts) cho các trẻ em dưới 7 tuổi):
- Ấu sinh: từ 7 đến 11 tuổi
- Thiếu sinh: từ 11 đến 15 tuổi
- Kha sinh: (ở hải ngoại có thể gọi là Thanh sinh): từ 15 đến 18 tuổi
- Tráng sinh: từ 18 đến 25 tuổi

## Các ngành quanh thế giới
Có một số điều giống nhau trong các ngành Nam và Nữ Hướng đạo quanh thế giới. Các bài sau đây chứa đựng các thông tin chung về các nhóm tuổi khác nhau:
| Nam Hướng đạo (Scouting) - Nhi sinh (Beaver Scouts) - Ấu sinh (Cub Scouts) - Thiếu sinh (Boy Scout) - Tráng sinh (Rover Scout) | Nữ Hướng đạo (Guiding) - Nữ Nhi sinh (Rainbow Guides) - Nữ Ấu sinh (Brownie Guides) - Nữ Thiếu sinh (Girl Guides) - Nữ Tráng sinh (Ranger Guides) |

Tại đa số các quốc gia, một tổ chức địa phương được gọi là Liên đoàn Hướng đạo gồm có nhiều ngành khác nhau trong một đơn vị duy nhất. Bảng sau đây có các nối liên kết đến các bài chứa thông tin về các chương trình chuyên ngành cụ thể trong nhiều tổ chức tiêu biểu quanh thế giới:
|             |                                  | -                                  | 5                                                                                                 | 6                                                                                                 | 7                                                                                                 | 8                                                                                                 | 9                                                                                                 | 10                                                                                                | 11                                                                                                | 12                                                                                                | 13                                                                                                | 14                                                                                                | 15 | 16 | 17 | 18 | 19                                                                       | 20                                                                       | 21                                                                       | 22                                                                       | 23                                                                       | +                                                                        |  |  |
| Úc          | Nữ Hướng đạo Úc                  |                                    | Nhóm tuổi được tổ chức địa phương ấn định cũng như tên của ngành Nữ Hướng đạo sinh từ 5 - 18 tuổi | Nhóm tuổi được tổ chức địa phương ấn định cũng như tên của ngành Nữ Hướng đạo sinh từ 5 - 18 tuổi | Nhóm tuổi được tổ chức địa phương ấn định cũng như tên của ngành Nữ Hướng đạo sinh từ 5 - 18 tuổi | Nhóm tuổi được tổ chức địa phương ấn định cũng như tên của ngành Nữ Hướng đạo sinh từ 5 - 18 tuổi | Nhóm tuổi được tổ chức địa phương ấn định cũng như tên của ngành Nữ Hướng đạo sinh từ 5 - 18 tuổi | Nhóm tuổi được tổ chức địa phương ấn định cũng như tên của ngành Nữ Hướng đạo sinh từ 5 - 18 tuổi | Nhóm tuổi được tổ chức địa phương ấn định cũng như tên của ngành Nữ Hướng đạo sinh từ 5 - 18 tuổi | Nhóm tuổi được tổ chức địa phương ấn định cũng như tên của ngành Nữ Hướng đạo sinh từ 5 - 18 tuổi | Nhóm tuổi được tổ chức địa phương ấn định cũng như tên của ngành Nữ Hướng đạo sinh từ 5 - 18 tuổi | Nhóm tuổi được tổ chức địa phương ấn định cũng như tên của ngành Nữ Hướng đạo sinh từ 5 - 18 tuổi | Nhóm tuổi được tổ chức địa phương ấn định cũng như tên của ngành Nữ Hướng đạo sinh từ 5 - 18 tuổi                    | Nhóm tuổi được tổ chức địa phương ấn định cũng như tên của ngành Nữ Hướng đạo sinh từ 5 - 18 tuổi                    | Nhóm tuổi được tổ chức địa phương ấn định cũng như tên của ngành Nữ Hướng đạo sinh từ 5 - 18 tuổi                    | Nhóm tuổi được tổ chức địa phương ấn định cũng như tên của ngành Nữ Hướng đạo sinh từ 5 - 18 tuổi                    |                                                                          |                                                                          |                                                                          |                                                                          |                                                                          |                                                                          |  |  |
| Úc          | Hướng đạo Úc                     |                                    |                                                                                                   | Nhi sinh 6 - 8 tuổi                                                                               | Nhi sinh 6 - 8 tuổi                                                                               | Nhi sinh 6 - 8 tuổi                                                                               | Ấu sinh 8 - 10,5 tuổi                                                                             | Ấu sinh 8 - 10,5 tuổi                                                                             | Ấu sinh 8 - 10,5 tuổi                                                                             | Thiếu sinh 10,5 - 15 tuổi                                                                         | Thiếu sinh 10,5 - 15 tuổi                                                                         | Thiếu sinh 10,5 - 15 tuổi                                                                         | Thiếu sinh 10,5 - 15 tuổi                                                                                            | Kha sinh 14,5 - 18 tuổi                                                                                              | Kha sinh 14,5 - 18 tuổi                                                                                              | Kha sinh 14,5 - 18 tuổi                                                                                              | Tráng sinh 17 - 26 tuổi                                                  | Tráng sinh 17 - 26 tuổi                                                  | Tráng sinh 17 - 26 tuổi                                                  | Tráng sinh 17 - 26 tuổi                                                  | Tráng sinh 17 - 26 tuổi                                                  | Tráng sinh 17 - 26 tuổi                                                  |  |  |
| Áo          | Hội Nam và Nữ Hướng đạo Áo       |                                    |                                                                                                   |                                                                                                   | Nữ Ấu sinh (Wichtel) 7 - 10 tuổi                                                                  | Nữ Ấu sinh (Wichtel) 7 - 10 tuổi                                                                  | Nữ Ấu sinh (Wichtel) 7 - 10 tuổi                                                                  | Nữ Ấu sinh (Wichtel) 7 - 10 tuổi                                                                  | Nữ Thiếu sinh (Guides) 10 - 13 tuổi                                                               | Nữ Thiếu sinh (Guides) 10 - 13 tuổi                                                               | Nữ Thiếu sinh (Guides) 10 - 13 tuổi                                                               | Nữ Kha sinh (Caravelles) 13 - 16 tuổi                                                             | Nữ Kha sinh (Caravelles) 13 - 16 tuổi                                                                                | Nữ Kha sinh (Caravelles) 13 - 16 tuổi                                                                                | Nữ Tráng sinh (Rangers) 16 - 20 tuổi                                                                                 | Nữ Tráng sinh (Rangers) 16 - 20 tuổi                                                                                 | Nữ Tráng sinh (Rangers) 16 - 20 tuổi                                     | Nữ Tráng sinh (Rangers) 16 - 20 tuổi                                     |                                                                          |                                                                          |                                                                          |                                                                          |  |  |
| Áo          | Hội Nam và Nữ Hướng đạo Áo       |                                    |                                                                                                   |                                                                                                   | Ấu 7 - 10 tuổi                                                                                    | Ấu 7 - 10 tuổi                                                                                    | Ấu 7 - 10 tuổi                                                                                    | Ấu 7 - 10 tuổi                                                                                    | Thiếu 10 - 13 tuổi                                                                                | Thiếu 10 - 13 tuổi                                                                                | Thiếu 10 - 13 tuổi                                                                                | Kha 13 - 16 tuổi                                                                                  | Kha 13 - 16 tuổi | Kha 13 - 16 tuổi | Tráng 16 - 20 tuổi                                                                                                   | Tráng 16 - 20 tuổi                                                                                                   | Tráng 16 - 20 tuổi                                                       | Tráng 16 - 20 tuổi                                                       |                                                                          |                                                                          |                                                                          |                                                                          |  |  |
| Brasil      | Liên hội Hướng đạo Brasil        | Mascote dưới 7 tuổi                | Mascote dưới 7 tuổi                                                                               | Mascote dưới 7 tuổi                                                                               | Lobinho 7 - 9 tuổi                                                                                | Lobinho 7 - 9 tuổi                                                                                | Lobinho 7 - 9 tuổi                                                                                | Escoteiro 10 - 14 tuổi                                                                            | Escoteiro 10 - 14 tuổi                                                                            | Escoteiro 10 - 14 tuổi                                                                            | Escoteiro 10 - 14 tuổi                                                                            | Sênior 15 - 17 tuổi                                                                               | Sênior 15 - 17 tuổi                                                                                                  | Sênior 15 - 17 tuổi                                                                                                  | Sênior 15 - 17 tuổi                                                                                                  | Pioneiro 18 - 20 tuổi                                                                                                | Pioneiro 18 - 20 tuổi                                                    | Pioneiro 18 - 20 tuổi                                                    | Chefe trên 21 tuổi                                                       | Chefe trên 21 tuổi                                                       | Chefe trên 21 tuổi                                                       | Chefe trên 21 tuổi                                                       |  |  |
| Brasil      | Liên hội Hướng đạo Brasil        | Mascote dưới 7 tuổi                | Mascote dưới 7 tuổi                                                                               | Mascote dưới 7 tuổi                                                                               | Lobinha 7 - 9 tuổi                                                                                | Lobinha 7 - 9 tuổi                                                                                | Lobinha 7 - 9 tuổi                                                                                | Escoteira 10 - 14 tuổi                                                                            | Escoteira 10 - 14 tuổi                                                                            | Escoteira 10 - 14 tuổi                                                                            | Escoteira 10 - 14 tuổi                                                                            | Guia 15 - 17 tuổi                                                                                 | Guia 15 - 17 tuổi | Guia 15 - 17 tuổi | Guia 15 - 17 tuổi | Pioneira 18 - 20 tuổi                                                                                                | Pioneira 18 - 20 tuổi                                                    | Pioneira 18 - 20 tuổi                                                    | Chefe trên 21 tuổi                                                       | Chefe trên 21 tuổi                                                       | Chefe trên 21 tuổi                                                       | Chefe trên 21 tuổi                                                       |  |  |
| Bahrain     | Hội Nam Hướng đạo Bahrain        |                                    |                                                                                                   |                                                                                                   |                                                                                                   | Al-Ashbal 8 - 12 tuổi                                                                             | Al-Ashbal 8 - 12 tuổi                                                                             | Al-Ashbal 8 - 12 tuổi                                                                             | Al-Ashbal 8 - 12 tuổi                                                                             | Al-Ashbal 8 - 12 tuổi                                                                             | Al-Kashaf 12 - 17 tuổi                                                                            | Al-Kashaf 12 - 17 tuổi                                                                            | Al-Kashaf 12 - 17 tuổi                                                                                               | Al-Kashaf 12 - 17 tuổi                                                                                               | Al-Kashaf 12 - 17 tuổi                                                                                               | Al-Matakadem trên 17 tuổi                                                                                            | Al-Matakadem trên 17 tuổi                                                | Al-Matakadem trên 17 tuổi                                                | Al-Matakadem trên 17 tuổi                                                | Al-Matakadem trên 17 tuổi                                                | Al-Matakadem trên 17 tuổi                                                | Al-Matakadem trên 17 tuổi                                                |  |  |
| Bahrain     | Hội Nữ Hướng đạo Bahrain         |                                    |                                                                                                   |                                                                                                   | Nữ Ấu sinh 7 - 11 tuổi                                                                            | Nữ Ấu sinh 7 - 11 tuổi                                                                            | Nữ Ấu sinh 7 - 11 tuổi                                                                            | Nữ Ấu sinh 7 - 11 tuổi                                                                            | Nữ Ấu sinh 7 - 11 tuổi                                                                            | Nữ Thiếu sinh 12 - 15 tuổi                                                                        | Nữ Thiếu sinh 12 - 15 tuổi                                                                        | Nữ Thiếu sinh 12 - 15 tuổi                                                                        | Nữ Thiếu sinh 12 - 15 tuổi                                                                                           | Nữ Kha sinh 16 - 18 tuổi                                                                                             | Nữ Kha sinh 16 - 18 tuổi                                                                                             | Nữ Kha sinh 16 - 18 tuổi                                                                                             | Nữ Tráng sinh 18 - 23 tuổi                                               | Nữ Tráng sinh 18 - 23 tuổi                                               | Nữ Tráng sinh 18 - 23 tuổi                                               | Nữ Tráng sinh 18 - 23 tuổi                                               | Nữ Tráng sinh 18 - 23 tuổi                                               |                                                                          |  |  |
| Canada      | Nữ Hướng đạo Canada              |                                    | Nữ Nhi sinh (Sparks) 5 - 6 tuổi                                                                   | Nữ Nhi sinh (Sparks) 5 - 6 tuổi                                                                   | Nữ Ấu sinh (Brownies) 7 - 8 tuổi                                                                  | Nữ Ấu sinh (Brownies) 7 - 8 tuổi                                                                  | Nữ Thiếu sinh (Guides) 9 - 11 tuổi                                                                | Nữ Thiếu sinh (Guides) 9 - 11 tuổi                                                                | Nữ Thiếu sinh (Guides) 9 - 11 tuổi                                                                | Pathfinders 12 - 15 tuổi                                                                          | Pathfinders 12 - 15 tuổi                                                                          | Pathfinders 12 - 15 tuổi                                                                          | Pathfinders 12 - 15 tuổi                                                                                             | Cadets,Junior Leaders,Rangers 15 - 17 tuổi                                                                           | Cadets,Junior Leaders,Rangers 15 - 17 tuổi                                                                           | |                                                                          |                                                                          |                                                                          |                                                                          |                                                                          |                                                                          |  |  |
| Canada      | Hướng đạo Canada                 |                                    | Nhi sinh (Beavers) 5 - 7 tuổi                                                                     | Nhi sinh (Beavers) 5 - 7 tuổi                                                                     | Nhi sinh (Beavers) 5 - 7 tuổi                                                                     | Ấu sinh (Wolf Cubs) 8 - 10 tuổi                                                                   | Ấu sinh (Wolf Cubs) 8 - 10 tuổi                                                                   | Ấu sinh (Wolf Cubs) 8 - 10 tuổi                                                                   | Thiếu sinh 11 - 14 tuổi (có thể đến 16)                                                           | Thiếu sinh 11 - 14 tuổi (có thể đến 16)                                                           | Thiếu sinh 11 - 14 tuổi (có thể đến 16)                                                           | Thiếu sinh 11 - 14 tuổi (có thể đến 16)                                                           | Kha sinh 14 - 17 tuổi                                                                                                | Kha sinh 14 - 17 tuổi                                                                                                | Kha sinh 14 - 17 tuổi                                                                                                | Tráng sinh 18 - 26 tuổi                                                                                              | Tráng sinh 18 - 26 tuổi                                                  | Tráng sinh 18 - 26 tuổi                                                  | Tráng sinh 18 - 26 tuổi                                                  | Tráng sinh 18 - 26 tuổi                                                  | Tráng sinh 18 - 26 tuổi                                                  | Tráng sinh 18 - 26 tuổi                                                  |  |  |
| Ấn Độ       | Hội Nam và Nữ Hướng đạo Bharat   | Nhi sinh (Bunnies) 3 - 6 tuổi      | Nhi sinh (Bunnies) 3 - 6 tuổi                                                                     | Ấu sinh (Cubs) 5 - 10 tuổi                                                                        | Ấu sinh (Cubs) 5 - 10 tuổi                                                                        | Ấu sinh (Cubs) 5 - 10 tuổi                                                                        | Ấu sinh (Cubs) 5 - 10 tuổi                                                                        | Ấu sinh (Cubs) 5 - 10 tuổi                                                                        | Thiếu sinh (Scouts) 10 - 17 tuổi                                                                  | Thiếu sinh (Scouts) 10 - 17 tuổi                                                                  | Thiếu sinh (Scouts) 10 - 17 tuổi                                                                  | Thiếu sinh (Scouts) 10 - 17 tuổi                                                                  | Thiếu sinh (Scouts) 10 - 17 tuổi                                                                                     | Thiếu sinh (Scouts) 10 - 17 tuổi                                                                                     | Thiếu sinh (Scouts) 10 - 17 tuổi                                                                                     | Tráng sinh (Rovers) 16 - 25 tuổi                                                                                     | Tráng sinh (Rovers) 16 - 25 tuổi                                         | Tráng sinh (Rovers) 16 - 25 tuổi                                         | Tráng sinh (Rovers) 16 - 25 tuổi                                         | Tráng sinh (Rovers) 16 - 25 tuổi                                         | Tráng sinh (Rovers) 16 - 25 tuổi                                         | Tráng sinh (Rovers) 16 - 25 tuổi                                         |  |  |
| Ấn Độ       | Hội Nam và Nữ Hướng đạo Bharat   | Nhi sinh (Bunnies) 3 - 6 tuổi      | Nhi sinh (Bunnies) 3 - 6 tuổi                                                                     | Nữ Ấu sinh (Bulbuls) 5 - 10 tuổi                                                                  | Nữ Ấu sinh (Bulbuls) 5 - 10 tuổi                                                                  | Nữ Ấu sinh (Bulbuls) 5 - 10 tuổi                                                                  | Nữ Ấu sinh (Bulbuls) 5 - 10 tuổi                                                                  | Nữ Ấu sinh (Bulbuls) 5 - 10 tuổi                                                                  | Nữ Thiếu sinh 10 - 17 tuổi                                                                        | Nữ Thiếu sinh 10 - 17 tuổi                                                                        | Nữ Thiếu sinh 10 - 17 tuổi                                                                        | Nữ Thiếu sinh 10 - 17 tuổi                                                                        | Nữ Thiếu sinh 10 - 17 tuổi                                                                                           | Nữ Thiếu sinh 10 - 17 tuổi                                                                                           | Nữ Thiếu sinh 10 - 17 tuổi                                                                                           | Nữ Tráng sinh 16 - 25 tuổi                                                                                           | Nữ Tráng sinh 16 - 25 tuổi                                               | Nữ Tráng sinh 16 - 25 tuổi                                               | Nữ Tráng sinh 16 - 25 tuổi                                               | Nữ Tráng sinh 16 - 25 tuổi                                               | Nữ Tráng sinh 16 - 25 tuổi                                               | Nữ Tráng sinh 16 - 25 tuổi                                               |  |  |
| Đức         | Liên hội Nam và Nữ Hướng đạo     |                                    |                                                                                                   |                                                                                                   | Wölflinge 7 - 11 tuổi                                                                             | Wölflinge 7 - 11 tuổi                                                                             | Wölflinge 7 - 11 tuổi                                                                             | Wölflinge 7 - 11 tuổi                                                                             | Wölflinge 7 - 11 tuổi                                                                             | Pfadfinderinnen und Pfadfinder 11 - 15 tuổi                                                       | Pfadfinderinnen und Pfadfinder 11 - 15 tuổi                                                       | Pfadfinderinnen und Pfadfinder 11 - 15 tuổi                                                       | Pfadfinderinnen und Pfadfinder 11 - 15 tuổi                                                                          | Ranger und Rover 16 - 25 tuổi                                                                                        | Ranger und Rover 16 - 25 tuổi                                                                                        | Ranger und Rover 16 - 25 tuổi                                                                                        | Ranger und Rover 16 - 25 tuổi                                            | Ranger und Rover 16 - 25 tuổi                                            | Ranger und Rover 16 - 25 tuổi                                            | Ranger und Rover 16 - 25 tuổi                                            | Ranger und Rover 16 - 25 tuổi                                            | Erwachsene 25 tuổi trở lên                                               |  |  |
| Đức         | Hội Hướng đạo Thánh George       |                                    |                                                                                                   |                                                                                                   | Wölflinge 7 - 10 tuổi                                                                             | Wölflinge 7 - 10 tuổi                                                                             | Wölflinge 7 - 10 tuổi                                                                             | Wölflinge 7 - 10 tuổi                                                                             | Jungpfadfinder 10 - 13 tuổi                                                                       | Jungpfadfinder 10 - 13 tuổi                                                                       | Jungpfadfinder 10 - 13 tuổi                                                                       | Pfadfinder 13 - 16 tuổi                                                                           | Pfadfinder 13 - 16 tuổi                                                                                              | Pfadfinder 13 - 16 tuổi                                                                                              | Rover 16 - 20 tuổi                                                                                                   | Rover 16 - 20 tuổi                                                                                                   | Rover 16 - 20 tuổi                                                       | Rover 16 - 20 tuổi                                                       |                                                                          |                                                                          |                                                                          |                                                                          |  |  |
| Đức         | Hội Nữ Hướng đạo Thánh George    |                                    |                                                                                                   |                                                                                                   | Wichtel 7 - 10 tuổi                                                                               | Wichtel 7 - 10 tuổi                                                                               | Wichtel 7 - 10 tuổi                                                                               | Wichtel 7 - 10 tuổi                                                                               | Pfadfinderinnen 10 - 13 tuổi                                                                      | Pfadfinderinnen 10 - 13 tuổi                                                                      | Pfadfinderinnen 10 - 13 tuổi                                                                      | Caravelles 13 - 16 tuổi                                                                           | Caravelles 13 - 16 tuổi                                                                                              | Caravelles 13 - 16 tuổi                                                                                              | Ranger 16 tuổi trở lên                                                                                               | Ranger 16 tuổi trở lên                                                                                               | Ranger 16 tuổi trở lên                                                   | Ranger 16 tuổi trở lên                                                   | Ranger 16 tuổi trở lên                                                   | Ranger 16 tuổi trở lên                                                   | Ranger 16 tuổi trở lên                                                   | Ranger 16 tuổi trở lên                                                   |  |  |
| Đức         | Hội Nam và Nữ Hướng đạo Tin Lành |                                    |                                                                                                   |                                                                                                   | Kinder 7 - 10 tuổi                                                                                | Kinder 7 - 10 tuổi                                                                                | Kinder 7 - 10 tuổi                                                                                | Kinder 7 - 10 tuổi                                                                                | Pfadfinderinnen und Pfadfinder 10 - 15 tuổi                                                       | Pfadfinderinnen und Pfadfinder 10 - 15 tuổi                                                       | Pfadfinderinnen und Pfadfinder 10 - 15 tuổi                                                       | Pfadfinderinnen und Pfadfinder 10 - 15 tuổi                                                       | Pfadfinderinnen und Pfadfinder 10 - 15 tuổi                                                                          | Ranger und Rover 16 - 25 tuổi                                                                                        | Ranger und Rover 16 - 25 tuổi                                                                                        | Ranger und Rover 16 - 25 tuổi                                                                                        | Ranger und Rover 16 - 25 tuổi                                            | Ranger und Rover 16 - 25 tuổi                                            | Ranger und Rover 16 - 25 tuổi                                            | Ranger und Rover 16 - 25 tuổi                                            | Ranger und Rover 16 - 25 tuổi                                            | Erwachsene 18 tuổi trở lên                                               |  |  |
| Ireland     | Nữ Hướng đạo Công giáo Ireland   |                                    | Nữ Nhi sinh (Cygnet) 5-6 tuổi                                                                     | Nữ Nhi sinh (Cygnet) 5-6 tuổi                                                                     | Nữ Ấu sinh (Brigin) 6-11 tuổi                                                                     | Nữ Ấu sinh (Brigin) 6-11 tuổi                                                                     | Nữ Ấu sinh (Brigin) 6-11 tuổi                                                                     | Nữ Ấu sinh (Brigin) 6-11 tuổi                                                                     | Nữ Ấu sinh (Brigin) 6-11 tuổi                                                                     | Nữ Thiếu sinh (Guides) 10-14 tuổi                                                                 | Nữ Thiếu sinh (Guides) 10-14 tuổi                                                                 | Nữ Thiếu sinh (Guides) 10-14 tuổi                                                                 | Nữ Tráng sinh (Rangers) 14-17                                                                                        | Nữ Tráng sinh (Rangers) 14-17                                                                                        | Nữ Tráng sinh (Rangers) 14-17                                                                                        | |                                                                          |                                                                          |                                                                          |                                                                          |                                                                          |                                                                          |  |  |
| Ireland     | Nữ Hướng đạo Ireland             |                                    | Nữ Nhi sinh (Ladybirds) 5 - 7 tuổi                                                                | Nữ Nhi sinh (Ladybirds) 5 - 7 tuổi                                                                | Nữ Nhi sinh (Ladybirds) 5 - 7 tuổi                                                                | Nữ Ấu sinh (Brownies) 6,5 - 11 tuổi                                                               | Nữ Ấu sinh (Brownies) 6,5 - 11 tuổi                                                               | Nữ Ấu sinh (Brownies) 6,5 - 11 tuổi                                                               | Nữ Ấu sinh (Brownies) 6,5 - 11 tuổi                                                               | Nữ Thiếu sinh (Guides) 10,5 - 15 tuổi                                                             | Nữ Thiếu sinh (Guides) 10,5 - 15 tuổi                                                             | Nữ Thiếu sinh (Guides) 10,5 - 15 tuổi                                                             | Nữ Thiếu sinh (Guides) 10,5 - 15 tuổi                                                                                | Nữ Kha sinh (Senior Branch) 14,5 - 21 tuổi                                                                           | Nữ Kha sinh (Senior Branch) 14,5 - 21 tuổi                                                                           | Nữ Kha sinh (Senior Branch) 14,5 - 21 tuổi                                                                           | Nữ Kha sinh (Senior Branch) 14,5 - 21 tuổi                               | Nữ Kha sinh (Senior Branch) 14,5 - 21 tuổi                               | Nữ Kha sinh (Senior Branch) 14,5 - 21 tuổi                               |                                                                          |                                                                          |                                                                          |  |  |
| Ireland     | Hướng đạo Ireland                |                                    |                                                                                                   | Nhi sinh (Beaver Scouts) 6 - 8 tuổi                                                               | Nhi sinh (Beaver Scouts) 6 - 8 tuổi                                                               | Nhi sinh (Beaver Scouts) 6 - 8 tuổi                                                               | Ấu sinh Hải ấu sinh 8 - 11 tuổi                                                                   | Ấu sinh Hải ấu sinh 8 - 11 tuổi                                                                   | Ấu sinh Hải ấu sinh 8 - 11 tuổi                                                                   | Thiếu sinh 11 - 15 tuổi Hải Hướng đạo Không Hướng đạo 11 - 17 tuổi                                | Thiếu sinh 11 - 15 tuổi Hải Hướng đạo Không Hướng đạo 11 - 17 tuổi                                | Thiếu sinh 11 - 15 tuổi Hải Hướng đạo Không Hướng đạo 11 - 17 tuổi                                | Thiếu sinh 11 - 15 tuổi Hải Hướng đạo Không Hướng đạo 11 - 17 tuổi                                                   | Kha sinh 15 - 21 tuổi Hải kha sinh 16 - 20 tuổi                                                                      | Kha sinh 15 - 21 tuổi Hải kha sinh 16 - 20 tuổi                                                                      | Kha sinh 15 - 21 tuổi Hải kha sinh 16 - 20 tuổi                                                                      | Kha sinh 15 - 21 tuổi Hải kha sinh 16 - 20 tuổi                          | Kha sinh 15 - 21 tuổi Hải kha sinh 16 - 20 tuổi                          | Kha sinh 15 - 21 tuổi Hải kha sinh 16 - 20 tuổi                          |                                                                          |                                                                          |                                                                          |  |  |
| Malaysia    | Hội Hướng đạo Malaysia           |                                    |                                                                                                   |                                                                                                   |                                                                                                   |                                                                                                   |                                                                                                   | Pengakap Kanak-Kanak 10 - 12 tuổi                                                                 | Pengakap Kanak-Kanak 10 - 12 tuổi                                                                 | Pengakap Kanak-Kanak 10 - 12 tuổi                                                                 | Pengakap Muda 13 - 15,5 tuổi                                                                      | Pengakap Muda 13 - 15,5 tuổi                                                                      | Pengakap Muda 13 - 15,5 tuổi                                                                                         | Pengakap Muda 13 - 15,5 tuổi                                                                                         | Pengakap Remaja 15,5 - 17,5 tuổi                                                                                     | Pengakap Remaja 15,5 - 17,5 tuổi                                                                                     | Pengakap Kelana 17,5 tuổi trở lên                                        | Pengakap Kelana 17,5 tuổi trở lên                                        | Pengakap Kelana 17,5 tuổi trở lên                                        | Pengakap Kelana 17,5 tuổi trở lên                                        | Pengakap Kelana 17,5 tuổi trở lên                                        | Pengakap Kelana 17,5 tuổi trở lên                                        |  |  |
| Malaysia    | Hội Nữ Hướng đạo Malaysia        |                                    |                                                                                                   |                                                                                                   | Pandu Puteri Tunas 7 - 12 tuổi                                                                    | Pandu Puteri Tunas 7 - 12 tuổi                                                                    | Pandu Puteri Tunas 7 - 12 tuổi                                                                    | Pandu Puteri Tunas 7 - 12 tuổi                                                                    | Pandu Puteri Tunas 7 - 12 tuổi                                                                    | Pandu Puteri Tunas 7 - 12 tuổi                                                                    | Pandu Puteri Remaja 12 - 15 tuổi                                                                  | Pandu Puteri Remaja 12 - 15 tuổi                                                                  | Pandu Puteri Remaja 12 - 15 tuổi                                                                                     | Pandu Puteri Renjer 15 - 18 tuổi                                                                                     | Pandu Puteri Renjer 15 - 18 tuổi                                                                                     | Pandu Puteri Renjer 15 - 18 tuổi                                                                                     |                                                                          |                                                                          |                                                                          |                                                                          |                                                                          |                                                                          |  |  |
| Hòa Lan     | Hướng đạo Hòa Lan                |                                    | Bevers 5 - 7 tuổi                                                                                 | Bevers 5 - 7 tuổi                                                                                 | Bevers 5 - 7 tuổi                                                                                 | Welpen, Esta's, Kabouters, Dolfijnen 8 - 11 tuổi                                                  | Welpen, Esta's, Kabouters, Dolfijnen 8 - 11 tuổi                                                  | Welpen, Esta's, Kabouters, Dolfijnen 8 - 11 tuổi                                                  | Welpen, Esta's, Kabouters, Dolfijnen 8 - 11 tuổi                                                  | (Water/Lucht)Scouts 10 - 15 tuổi                                                                  | (Water/Lucht)Scouts 10 - 15 tuổi                                                                  | (Water/Lucht)Scouts 10 - 15 tuổi                                                                  | (Water/Lucht)Scouts 10 - 15 tuổi                                                                                     | Explorers 14 - 17 tuổi                                                                                               | Explorers 14 - 17 tuổi                                                                                               | Jongerentak 16 - 23 tuổi                                                                                             | Jongerentak 16 - 23 tuổi                                                 | Jongerentak 16 - 23 tuổi                                                 | Jongerentak 16 - 23 tuổi                                                 | Jongerentak 16 - 23 tuổi                                                 | Jongerentak 16 - 23 tuổi                                                 | Plus-Scouts 23 tuổi trở lên                                              |  |  |
| Nam Phi     | Hội Nữ Hướng đạo Nam Phi         | Nữ Nhi sinh (Teddies) 4,5 - 7 tuổi | Nữ Nhi sinh (Teddies) 4,5 - 7 tuổi                                                                | Nữ Nhi sinh (Teddies) 4,5 - 7 tuổi                                                                | Nữ Nhi sinh (Teddies) 4,5 - 7 tuổi                                                                | Nữ Ấu sinh (Brownies) 7 - 10 tuổi                                                                 | Nữ Ấu sinh (Brownies) 7 - 10 tuổi                                                                 | Nữ Ấu sinh (Brownies) 7 - 10 tuổi                                                                 | Nữ Thiếu sinh (Guides) 10 - 14 tuổi                                                               | Nữ Thiếu sinh (Guides) 10 - 14 tuổi                                                               | Nữ Thiếu sinh (Guides) 10 - 14 tuổi                                                               | Nữ Thiếu sinh (Guides) 10 - 14 tuổi                                                               | Nữ Tráng sinh (Rangers) 14 - 25 tuổi                                                                                 | Nữ Tráng sinh (Rangers) 14 - 25 tuổi                                                                                 | Nữ Tráng sinh (Rangers) 14 - 25 tuổi                                                                                 | Nữ Tráng sinh (Rangers) 14 - 25 tuổi                                                                                 | Nữ Tráng sinh (Rangers) 14 - 25 tuổi                                     | Nữ Tráng sinh (Rangers) 14 - 25 tuổi                                     | Nữ Tráng sinh (Rangers) 14 - 25 tuổi                                     | Nữ Tráng sinh (Rangers) 14 - 25 tuổi                                     | Nữ Tráng sinh (Rangers) 14 - 25 tuổi                                     | Nữ Tráng sinh (Rangers) 14 - 25 tuổi                                     |  |  |
| Nam Phi     | Hội Hướng đạo Nam Phi            |                                    |                                                                                                   |                                                                                                   |                                                                                                   | Ấu sinh 7 - 10,5 tuổi                                                                             | Ấu sinh 7 - 10,5 tuổi                                                                             | Ấu sinh 7 - 10,5 tuổi                                                                             | Ấu sinh 7 - 10,5 tuổi                                                                             | Thiếu sinh 10,5 - 18 tuổi Không Hướng đạo Hải Hướng đạo                                           | Thiếu sinh 10,5 - 18 tuổi Không Hướng đạo Hải Hướng đạo                                           | Thiếu sinh 10,5 - 18 tuổi Không Hướng đạo Hải Hướng đạo                                           | Thiếu sinh 10,5 - 18 tuổi Không Hướng đạo Hải Hướng đạo                                                              | Thiếu sinh 10,5 - 18 tuổi Không Hướng đạo Hải Hướng đạo                                                              | Thiếu sinh 10,5 - 18 tuổi Không Hướng đạo Hải Hướng đạo                                                              | Thiếu sinh 10,5 - 18 tuổi Không Hướng đạo Hải Hướng đạo                                                              | Tráng sinh 18 - 30 tuổi                                                  | Tráng sinh 18 - 30 tuổi                                                  | Tráng sinh 18 - 30 tuổi                                                  | Tráng sinh 18 - 30 tuổi                                                  | Tráng sinh 18 - 30 tuổi                                                  | Tráng sinh 18 - 30 tuổi                                                  |  |  |
| Tây Ban Nha | Liên hội Hướng đạo               |                                    |                                                                                                   | Nhi sinh (Castores) 6 - 8 tuổi                                                                    | Nhi sinh (Castores) 6 - 8 tuổi                                                                    | Nhi sinh (Castores) 6 - 8 tuổi                                                                    | Ấu sinh (Lobatos) 8 - 11 tuổi                                                                     | Ấu sinh (Lobatos) 8 - 11 tuổi                                                                     | Ấu sinh (Lobatos) 8 - 11 tuổi                                                                     | Thiếu sinh 11 - 14 tuổi                                                                           | Thiếu sinh 11 - 14 tuổi                                                                           | Thiếu sinh 11 - 14 tuổi                                                                           | Kha sinh (Escultas) 14 - 17 tuổi                                                                                     | Kha sinh (Escultas) 14 - 17 tuổi                                                                                     | Kha sinh (Escultas) 14 - 17 tuổi                                                                                     | Tráng sinh 17 - 20 tuổi                                                                                              | Tráng sinh 17 - 20 tuổi                                                  | Tráng sinh 17 - 20 tuổi                                                  |                                                                          |                                                                          |                                                                          |                                                                          |  |  |
| Tây Ban Nha | Liên hội Nữ Hướng đạo            |                                    |                                                                                                   | Tên của ngành do các tổ chức thành viên của liên hội quyết định.                                  | Tên của ngành do các tổ chức thành viên của liên hội quyết định.                                  | Tên của ngành do các tổ chức thành viên của liên hội quyết định.                                  | Tên của ngành do các tổ chức thành viên của liên hội quyết định.                                  | Tên của ngành do các tổ chức thành viên của liên hội quyết định.                                  | Tên của ngành do các tổ chức thành viên của liên hội quyết định.                                  | Tên của ngành do các tổ chức thành viên của liên hội quyết định.                                  | Tên của ngành do các tổ chức thành viên của liên hội quyết định.                                  | Tên của ngành do các tổ chức thành viên của liên hội quyết định.                                  | Tên của ngành do các tổ chức thành viên của liên hội quyết định.                                                     | Tên của ngành do các tổ chức thành viên của liên hội quyết định.                                                     | Tên của ngành do các tổ chức thành viên của liên hội quyết định.                                                     | Tên của ngành do các tổ chức thành viên của liên hội quyết định.                                                     | Tên của ngành do các tổ chức thành viên của liên hội quyết định.         |                                                                          |                                                                          |                                                                          |                                                                          |                                                                          |  |  |
| Tây Ban Nha | Liên hội Nữ Hướng đạo            | 6 - 7 tuổi                         | 6 - 7 tuổi                                                                                        | 6 - 7 tuổi                                                                                        | 8 - 11 tuổi                                                                                       | 8 - 11 tuổi                                                                                       | 8 - 11 tuổi                                                                                       | 8 - 11 tuổi                                                                                       | 12 - 14 tuổi                                                                                      | 12 - 14 tuổi                                                                                      | 12 - 14 tuổi                                                                                      | 15 - 16 tuổi                                                                                      | 15 - 16 tuổi | 17 - 18 tuổi | 17 - 18 tuổi | |                                                                          |                                                                          |                                                                          |                                                                          |                                                                          |                                                                          |  |  |
| Anh Quốc    | Hội Nữ Hướng đạo Vương quốc Anh  |                                    | Nữ Nhi sinh (Rainbows) 5 - 7 tuổi                                                                 | Nữ Nhi sinh (Rainbows) 5 - 7 tuổi                                                                 | Nữ Nhi sinh (Rainbows) 5 - 7 tuổi                                                                 | Nữ Ấu sinh (Brownies) 7 - 10 tuổi                                                                 | Nữ Ấu sinh (Brownies) 7 - 10 tuổi                                                                 | Nữ Ấu sinh (Brownies) 7 - 10 tuổi                                                                 | Nữ Thiếu sinh (Guide) 10 - 14 tuổi                                                                | Nữ Thiếu sinh (Guide) 10 - 14 tuổi                                                                | Nữ Thiếu sinh (Guide) 10 - 14 tuổi                                                                | Nữ Thiếu sinh (Guide) 10 - 14 tuổi                                                                | Ngành Thanh nữ (Senior Guide) 14 - 26 tuổi Nữ Tráng sinh (Ranger Guides)                                             | Ngành Thanh nữ (Senior Guide) 14 - 26 tuổi Nữ Tráng sinh (Ranger Guides)                                             | Ngành Thanh nữ (Senior Guide) 14 - 26 tuổi Nữ Tráng sinh (Ranger Guides)                                             | Ngành Thanh nữ (Senior Guide) 14 - 26 tuổi Nữ Tráng sinh (Ranger Guides)                                             | Ngành Thanh nữ (Senior Guide) 14 - 26 tuổi Nữ Tráng sinh (Ranger Guides) | Ngành Thanh nữ (Senior Guide) 14 - 26 tuổi Nữ Tráng sinh (Ranger Guides) | Ngành Thanh nữ (Senior Guide) 14 - 26 tuổi Nữ Tráng sinh (Ranger Guides) | Ngành Thanh nữ (Senior Guide) 14 - 26 tuổi Nữ Tráng sinh (Ranger Guides) | Ngành Thanh nữ (Senior Guide) 14 - 26 tuổi Nữ Tráng sinh (Ranger Guides) | Ngành Thanh nữ (Senior Guide) 14 - 26 tuổi Nữ Tráng sinh (Ranger Guides) |  |  |
| Anh Quốc    | Hội Nữ Hướng đạo Vương quốc Anh  | Huynh trưởng trẻ 14 - 18 tuổi      | Huynh trưởng trẻ 14 - 18 tuổi                                                                     | Huynh trưởng trẻ 14 - 18 tuổi                                                                     | Huynh trưởng trẻ 14 - 18 tuổi                                                                     | Nữ Ấu sinh (Brownies) 7 - 10 tuổi                                                                 | Nữ Ấu sinh (Brownies) 7 - 10 tuổi                                                                 | Nữ Ấu sinh (Brownies) 7 - 10 tuổi                                                                 | Nữ Thiếu sinh (Guide) 10 - 14 tuổi                                                                | Nữ Thiếu sinh (Guide) 10 - 14 tuổi                                                                | Nữ Thiếu sinh (Guide) 10 - 14 tuổi                                                                | Nữ Thiếu sinh (Guide) 10 - 14 tuổi                                                                | Huynh trưởng người lớn 18 - 65 tuổi                                                                                  | Huynh trưởng người lớn 18 - 65 tuổi                                                                                  | Huynh trưởng người lớn 18 - 65 tuổi                                                                                  | Huynh trưởng người lớn 18 - 65 tuổi                                                                                  | Huynh trưởng người lớn 18 - 65 tuổi                                      | Huynh trưởng người lớn 18 - 65 tuổi                                      |                                                                          |                                                                          |                                                                          |                                                                          |  |  |
| Anh Quốc    | Hội Hướng đạo                    |                                    |                                                                                                   | Nhi sinh (Beaver Scouts) 6 - 8 tuổi                                                               | Nhi sinh (Beaver Scouts) 6 - 8 tuổi                                                               | Nhi sinh (Beaver Scouts) 6 - 8 tuổi                                                               | Ấu sinh (Cub Scouts) 8 - 10,5 tuổi                                                                | Ấu sinh (Cub Scouts) 8 - 10,5 tuổi                                                                | Ấu sinh (Cub Scouts) 8 - 10,5 tuổi                                                                | Thiếu sinh (Scouts) 10,5 - 14 tuổi Không Hướng đạo Hải Hướng đạo                                  | Thiếu sinh (Scouts) 10,5 - 14 tuổi Không Hướng đạo Hải Hướng đạo                                  | Thiếu sinh (Scouts) 10,5 - 14 tuổi Không Hướng đạo Hải Hướng đạo                                  | Kha sinh (Explorer Scouts) 14 - 18 tuổi Không Kha sinh (Air Explorers) Hải Kha sinh (Sea Explorers) Huynh trưởng trẻ | Kha sinh (Explorer Scouts) 14 - 18 tuổi Không Kha sinh (Air Explorers) Hải Kha sinh (Sea Explorers) Huynh trưởng trẻ | Kha sinh (Explorer Scouts) 14 - 18 tuổi Không Kha sinh (Air Explorers) Hải Kha sinh (Sea Explorers) Huynh trưởng trẻ | Kha sinh (Explorer Scouts) 14 - 18 tuổi Không Kha sinh (Air Explorers) Hải Kha sinh (Sea Explorers) Huynh trưởng trẻ | Tráng sinh (Scout Network) 18 - 25 tuổi                                  | Tráng sinh (Scout Network) 18 - 25 tuổi                                  | Tráng sinh (Scout Network) 18 - 25 tuổi                                  | Tráng sinh (Scout Network) 18 - 25 tuổi                                  | Tráng sinh (Scout Network) 18 - 25 tuổi                                  | Tráng sinh (Scout Network) 18 - 25 tuổi                                  |  |  |
| Anh Quốc    | Hội Hướng đạo                    | Scoutlink Mọi lứa tuổi             |                                                                                                   |                                                                                                   |                                                                                                   |                                                                                                   |                                                                                                   |                                                                                                   |                                                                                                   |                                                                                                   |                                                                                                   |                                                                                                   | | | | |                                                                          |                                                                          |                                                                          |                                                                          |                                                                          |                                                                          |  |  |
| Hoa Kỳ      | Hội Nam Hướng đạo Mỹ             |                                    |                                                                                                   |                                                                                                   | Ấu sinh (Cub Scouts) 7 - 10 tuổi                                                                  | Ấu sinh (Cub Scouts) 7 - 10 tuổi                                                                  | Ấu sinh (Cub Scouts) 7 - 10 tuổi                                                                  | Ấu sinh (Cub Scouts) 7 - 10 tuổi                                                                  | Thiếu sinh (Boy Scouts) 10 - 18 tuổi                                                              | Thiếu sinh (Boy Scouts) 10 - 18 tuổi                                                              | Thiếu sinh (Boy Scouts) 10 - 18 tuổi                                                              | Thiếu sinh (Boy Scouts) 10 - 18 tuổi                                                              | Thiếu sinh (Boy Scouts) 10 - 18 tuổi                                                                                 | Thiếu sinh (Boy Scouts) 10 - 18 tuổi                                                                                 | Thiếu sinh (Boy Scouts) 10 - 18 tuổi                                                                                 | Thiếu sinh (Boy Scouts) 10 - 18 tuổi                                                                                 |                                                                          |                                                                          |                                                                          |                                                                          |                                                                          |                                                                          |  |  |
| Hoa Kỳ      | Hội Nam Hướng đạo Mỹ             |                                    |                                                                                                   |                                                                                                   |                                                                                                   |                                                                                                   |                                                                                                   |                                                                                                   |                                                                                                   |                                                                                                   | Kha sinh (Venturers) 14 - 21 tuổi                                                                 |                                                                                                   | | | | |                                                                          |                                                                          |                                                                          |                                                                          |                                                                          |                                                                          |  |  |
| Hoa Kỳ      | Hội Nữ Hướng đạo Mỹ              |                                    | Nữ Nhi sinh (Daisy) 5 - 6 tuổi                                                                    | Nữ Nhi sinh (Daisy) 5 - 6 tuổi                                                                    | Nữ Ấu sinh (Brownie) 6 - 8 tuổi                                                                   | Nữ Ấu sinh (Brownie) 6 - 8 tuổi                                                                   | Nữ Thiếu sinh (Junior) 8 - 11 tuổi                                                                | Nữ Thiếu sinh (Junior) 8 - 11 tuổi                                                                | Nữ Thiếu sinh (Junior) 8 - 11 tuổi                                                                | Nữ Kha sinh (STUDIO 2B) 11 - 17 tuổi                                                              | Nữ Kha sinh (STUDIO 2B) 11 - 17 tuổi                                                              | Nữ Kha sinh (STUDIO 2B) 11 - 17 tuổi                                                              | Nữ Kha sinh (STUDIO 2B) 11 - 17 tuổi                                                                                 | Nữ Kha sinh (STUDIO 2B) 11 - 17 tuổi                                                                                 | Nữ Kha sinh (STUDIO 2B) 11 - 17 tuổi                                                                                 | |                                                                          |                                                                          |                                                                          |                                                                          |                                                                          |                                                                          |  |  |